# Associação Cultural Montfort

Reunião de membros

A Associação Cultural Montfort é uma associação brasileira de católicos fundada por Orlando Fedeli em 1983.
Eles seguem uma orientação católica tradicional e por isso defendem a forma extraordinária do Rito Romano. O centro das atividades da Associação é a luta apologética, missionária e cultural em defesa da doutrina da Igreja Católica, contra o que consideram ser as heresias modernistas e suas consequências que, segundo a Associação, se difundiram na Igreja após o Concílio Vaticano II. Um dos meios preferidos de actuação da Associação são os meios universitários e estudantis.[carece de fontes?]
Orlando Fedeli fundou a Associação Cultural Montfort depois de sair da Tradição, Família e Propriedade (TFP), uma associação católica tradicional brasileira. Segundo Fedeli, a TFP tornara-se uma seita que vicejava entre os católicos e prestava um culto delirante a seu fundador, Plínio Corrêa de Oliveira. As críticas de Fedeli contra a TFP estão explicadas no seu livro, "No País das Maravilhas: A Gnose Burlesca da TFP e dos Arautos do Evangelho".[carece de fontes?]
Atualmente, o Professor Alberto Zucchi é o presidente da Associação Cultural Montfort. Em 2018 a associação abriu seu Colégio Imaculado Coração de Maria na região do Grande ABC, mais precisamente em São Caetano do Sul.[carece de fontes?]